# Pierre Rion
Le baron Pierre Rion est un entrepreneur et homme d'affaires belge, né à Charleroi 7 mai 1959. Il est actif dans de nombreux secteurs de l'économie wallonne.

## Biographie

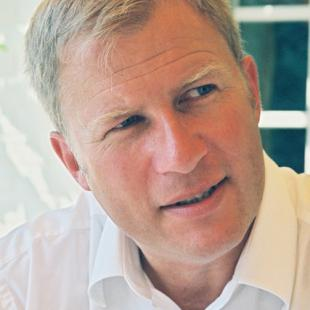
Pierre Rion en 2009.

Pierre Henri Rion a une formation d'ingénieur civil électricien (électronique-Informatique) dont il a obtenu le diplôme à l'Université de Liège en 1982. 
Il lance sa première entreprise informatique durant son service militaire à la Gendarmerie, au terme duquel il contribue comme informaticien à l'identification électronique des victimes du Herald of Free Enterprise.
En 1993, avec Étienne Rigo et François Vercheval, ils créent le vignoble « Domaine de Mellemont »à Thorembais-les-Béguines. Il préside l'Association des Vignerons de Wallonie depuis 2016.
Il effectue avec un des fondateurs de la société IRIS OCR, Pierre De Muelenaere, une opération de rachat (aussi appelé management buy-out ou MBO) sur cette entreprise en 1992 en fondant IRIS Group (initialement PXP Finance ) dont ils organisent plus tard l’introduction sur le marché NYSE Euronext en 1999 . 
Depuis 2001, il développe une vocation de Business angel afin de dynamiser l'économie régionale wallonne. Il est - ou a été - investisseur actif dans Pairi Daiza,, D-Cinex, Belrobotics, dans le fond E-Capital et plus d'une vingtaine d’autres PME wallonnes. Il est ou a été membre des conseils d'administration de IRIS, de la Fondation Roi Baudouin, Président-Fondateur du Cluster TWIST, du FNRS, du centre de recherche Multitel, de l'agence de communication Akkantol ainsi que président ou vice-président des Conseils d'administration de EVS Broadcast Equipment, de la Banque CPH,, de Cluepoints, de Yamabiko Europe (Belrobotics), de l'Agence du Commerce Extérieur, etc. Il siège aujourd'hui comme président des Conseils d'administration de Euranova,, de Maxel, du groupe de presse IPM et de Cerhum. Il préside le Conseil Numérique Wallon,, le jury du fonds W.IN.G dans le cadre du Plan Marshall 4.0., le prix de la Scale Up de l'Année (EY), et a présidé le jury du Manager de l'Année (Trends Tendance) en 2016 et 2017. 
Passionné d'aviation et pilote, il crée et opère de 2005 à 2019 la société de location d'avions d'affaires Aviarent Wallonie. Il a été producteur du chanteur Jean Vallée entre 2002 et 2014, 
Il a emmené de 2007 à 2010, aux côtés de Eric Mestdagh et de Laurent Minguet le groupe des « Chevaliers Blancs Wallons ». De janvier 2011 à avril 2018, il assure la présidence du Cercle de Wallonie.
En novembre 2022, le gouvernement wallon le nomme président du Conseil d'administration de Wallonie Entreprendre (WE) résultat de la fusion des trois outils de financement de la Région Wallonne qu'étaient  la Sogepa, la Sowalfin et la SRIW. 
En juillet 2024, il fonde avec Etienne Dujardin, conseiller communal MR à Woluwe-Saint-Pierre, un média francophone en ligne plutôt à droite qui promeut l’entrepreneuriat, baptisé 21News, en référence au 21e siècle. 

## Hommages et distinctions
Il a été fait citoyen d'Honneur de la Ville de Perwez .
Le 10 juillet 2016, il a été anobli et élevé au rang de baron par le roi Philippe de Belgique, avec pour devise « Sans oser n'aucun succès ».
Il a été élu Wallon de l'Année 2016 par l'Institut Jules Destrée, en février 2017. 
Il reçoit le prix du Leader économique de l’Année 2016 dans le cadre des Lobby Awards .
Les distinctions suivantes lui ont été attribuées  :
- Commandeur de l'ordre de Léopold (Belgique) ;
- Officier de l'ordre de Léopold II (Belgique) ;
- Chevalier de l'ordre de la Couronne (Belgique) ;
- Officier du Mérite wallon (O.M.W.).